# Провулок Самокиша
Прову́лок Самоки́ша — провулок у Шевченківському районі Харкова, у районі Держпрому.

## Опис
Довжина близько 200 метрів. Починається від вулиці Данилевського, закінчується на перетині з вулицею Культури. Забудований переважно багатоповерховими будинками. Названий на честь українського художника-баталіста, майстра анімалістичного жанру та графіки Миколи Самокиша, який довгий час працював у Харкові. Згідно з переліком вулиць 1954 року, спочатку мав назву «провулок Ілліча». У роки німецької окупації Харкова (1942—1943) називався провулком Яворського, можливо, на честь Яворського Стефана (1658—1722) — українського церковного діяча, письменника, проповідника. Проєкт 5-поверхового житлового будинку на 50 квартир по пров. Самокиша, 3 належить відомому українському архітектору Петру Юхимовичу Шпарі.